# Agustí Colomines i Companys
Agustí Colomines i Companys (Barcelona, 11 de desembre de 1957) és un historiador català. És professor titular d'història contemporània a la Universitat de Barcelona. El 2 de febrer de 2016 va ser nomenat director de l'Escola d'Administració Pública de Catalunya per la consellera de Governació Meritxell Borràs. El 20 d'abril de 2018 va ser destituït pel govern espanyol en aplicació de l'article 155. El 10 de juny de 2024 va presidir la Mesa d'Edat en la sessió de constitució de la XV Legislatura del Parlament de Catalunya.
És fill del metge i polític i poeta Joan Colomines i Puig i de Margarida Companys i Parellada (1917-1972). El seu fill és besnet del general republicà Vicente Rojo per línia materna.

## Biografia
Especialista en història del nacionalisme i en historiografia. De jove va militar a la Bandera Roja i a la Joventut Comunista de Catalunya del Partit Socialista Unificat de Catalunya. El 1979 va participar en la fundació de Nacionalistes d'Esquerra i durant la primera legislatura del Parlament de Catalunya va ser secretari parlamentari de Josep Benet.
Ha estat professor visitant a la University of East Anglia (Regne Unit, 1996), a la Boston University (2015) i a la University of Stanford (2018 i 2019), a més de fer estades de recerca en altres universitats nord-americanes i europees. És membre de l'International Advisory Council de l'Association for the Study of Ethnicity and Nationalism (ASEN), vinculada a la London School of Economics i a la University of Edinburg. Pertany al consell assessor internacional de la revista Nations and Nationalism. Deixeble de l'historiador Josep Termes i Ardèvol, per bé que també ha treballat amb la sociòloga i professora Liah Greenfeld, Colomines ha desenvolupat la perspectiva historiogràfica de Termes sobre les arrels populars de catalanisme. Seguint la cronologia establerta per Antoni Rovira i Virgili al seu Resum d'història del catalanisme, llibre publicat el 1936,Termes i Colomines van escriure algunes obres conjuntament per fer palès el seu punt de vista sobre la importància de les classes populars en la configuració del moviment catalanista, que va ser anterior al gir catalanesc que van fer les classes dominants del país a principis del segle xx.
Des del mes de gener del 2004 fins al novembre del 2007 va ser director d'Unescocat - Centre UNESCO de Catalunya, i des del 6 de setembre de 2004 fins al setembre del 2008 fou també el president de l'Institut Linguapax. Des del 28 d'octubre de 2008 fins al juliol del 2011 va dirigir l'Àrea d'Estudis Nacionals i Identitaris, adscrita a l'IIP de la Universitat Oberta de Catalunya i el curs 2010-2011 va ser director dels Estudis d'Arts i Humanitats de la mateixa UOC.
Des del desembre del 2007 fins a l'1 d'abril de 2013 fou director de la Fundació Catalanista i Demòcrata (CatDem), vinculada a Convergència Democràtica de Catalunya, des de la qual va pilotar el projecte anomenat Casa Gran del Catalanisme proposat per Artur Mas en la conferència del 20 de novembre del 2007. El final d'aquesta etapa va estar precedida de la publicació d'un editorial al web de la fundació en la qual es criticava el paper d'ERC en el pacte de govern amb CiU per «no estar a l'altura de les circumstàncies i actuar amb un partidisme excessiu», tot i que Colomines va assegurar que Artur Mas sabia la seva decisió des de molt abans.
Retornà a la vida acadèmica per dirigir la Càtedra Josep Termes d'Història, Identitats i Humanitats Digitals a la Universitat de Barcelona. És l'investigador principal del Grup de Recerca en Estudis Nacionals i Polítiques Culturals (GRENPoC), que és un grup de recerca emergent reconegut per la Generalitat de Catalunya. Des del maig del 2023, aquest grup es va fusionar amb el Grup de Recerca en Política, Institucions i Corrupció a l’Època Contemporània (PICEC) per formar el Grup de Recerca en Estudis Polítics, les Identitats, les Institucions i la Corrupció (GREPIIC) (2021 SGR 00053). Així mateix, els cursos 2011-12 i 2012-13 va impartir classes a la Universitat Internacional de Catalunya (UIC) i en els inicis com a investigador va pertànyer al Centre d'Estudis Històrics Internacionals-Pavelló de la República de la UB. Des del novembre de 2013 és secretari de l'EuroMed Permanent University Forum (EPUF), una xarxa de 100 universitats i centres de recerca de l'àrea euromediterrània presidida pel rector de la Universitat de Barcelona.
L'octubre del 2014 va crear, juntament amb Lluís Juste de Nin, Ferran Mascarell, Mònica Sabata, Neus Aranda, Stefano Maria Cingolani, Ricard Domingo, Ada Ferrer-i-Carbonell, Jordi López Camps, Lourdes Mateu i Jordi Sellas, la plataforma Volem. Sobiranistes d'Esquerres.
El 2 febrer de 2016 fou nomenat director de l'Escola d'Administració Pública de Catalunya. Dirigeix la revista digital European Public Mosaic (EPuM). Open Journal on Public Service. El govern espanyol va destituir-lo el 20 d'abril de 2018 servint-se de l'article 155 amb el qual també van ser destituïts els consellers i consellers del Govern de la Generalitat i va deposar el president Carles Puigdemont.
Va ser un dels impulsors de la proposta de constituir una candidatura unitària independentista per a les eleccions del 21 de desembre de 2017. Un cop refusada la proposta per ERC, va ajudar el president Carles Puigdemont a elaborar les llistes electorals de Junts per Catalunya. Contra tot pronòstic, Junts per Catalunya va obtenir 34 diputats, per davant d'ERC (32) i la CUP (4), el 21-D i va ajudar a mantenir la majoria absoluta independentista al Parlament de Catalunya.
El 22 de maig del 2018 va registrar el partit Moviment 1 d'Octubre davant el Ministeri d'Interior espanyol amb l'objectiu de traslladar la unitat independentista del carrer a les institucions i al Parlament. Va ser un dels ideòlegs darrere el projecte de la Crida Nacional per la República. El 2 de març de 2019 va ser elegit secretari general de Junts per la República, partit polític creat per independents de Junts per Catalunya que el novembre de 2019 es va transformar en Acció per la República. El setembre del 2020 va anunciar que deixava l'activitat política i que abandonava qualsevol militància de partit per dedicar-se a escriure i a la docència.
El 2024 es presenta a les eleccions al Parlament de Catalunya com a 9è a la llista per Barcelona de Junts+ Puigdemont per Catalunya. El 10 de juny va presidir la mesa d'edat de constitució de la XV Legislatura del Parlament de Catalunya. El 16 de maig de 2025 va anunciar que s'incorporava al partit Moviment d'Esquerres (MEScat), juntament amb Toni Comín, després de l’acord de col·laboració que el mes d'abril anterior aquest partit socialdemòcrata signés a Brussel·les un acord amb Junts per Catalunya.

## Obra
Ha publicat els llibres:
- Catarroja 1936-1939: insurgent i administrada (1987)
- El catalanisme i l'Estat. La lluita parlamentària per l'autonomia, 1898-1917 (1993)
- Les Bases de Manresa de 1892 i els orígens del catalanisme (1992, amb J. Termes)
- Les raons del passat. Tendències historiogràfiques actuals (1998, amb V. S. Olmos)
- La resposta catalana a la crisi i la pèrdua de Cuba (1998)
- Testimoni públic (2001)
- Patriotes i resistents. Història del primer catalanisme (2003, amb J.Termes)
- Manual de sensacions (2004)
- Pensar la contemporaneïtat: divuit entrevistes sobre la història (2005, amb V. S. Olmos)
- Pàtria i Progrés. La Mancomunitat de Catalunya 1914-1924 (2014, amb Aurora Madaula)
- Josep Termes. Catalanisme, obrerisme, civisme (2014, amb Teresa Abelló)
- "Liah Greenfeld. Una vida disidente", introducció, escrita amb Aurora Madaula, del llibre de Liah Greenfeld Pensar con libertad. La humanidad y la nación en todos sus estados (2016).
- Tot el que el cor s'estima (2022).
- Amnistia i llibertat! Els 113 de l'Assemblea de Catalunya i el final del franquisme. 28 d'octubre de 1973 (2023).

I els poemaris:
- Poemes de la néta del General (1993)
- De formes i llegendes o la desproporció dels somnis (1997)
- La ira dels dies (2000).
- Imaginar-se res (2025), amb il·lustracions del pintor Eduard Bigas.[36]

Columnista de Mirall, El Punt Avui i El Nacional. També escrivia setmanalment a EconomiaDigital, fins que a finals d'agost del 2017 els editors van decidir prescindir de la seva col·laboració. Recull els seus articles i pensaments al blog El passat que no passa. Ha estat col·laborador en diverses televisions i ràdios. Coedita la revista Afers. Fulls de Recerca i Pensament a través de l'Editorial Afers, de la qual és copropietari amb Vicent S. Olmos. El gener del 2015 va crear, conjuntament amb Aurora Madaula, A&A Traficants d'Idees, una empresa de gestió cultural, que va tancar el 2020. Ha estat membre del consell directiu d'Angle Editorial.